# Cobleskill (villa)
Cobleskill es una villa ubicada en el condado de Schoharie en el estado estadounidense de Nueva York. En el año 2000 tenía una población de 4,533 habitantes y una densidad poblacional de 539 personas por km².

## Geografía
Cobleskill se encuentra ubicada en las coordenadas 42°40′45″N 74°29′8″O / 42.67917, -74.48556.

## Demografía
Según la Oficina del Censo en 2000 los ingresos medios por hogar en la localidad eran de $28,011, y los ingresos medios por familia eran $43,714. Los hombres tenían unos ingresos medios de $29,375 frente a los $29,712 para las mujeres. La renta per cápita para la localidad era de $15,213. Alrededor del 19.8% de la población estaban por debajo del umbral de pobreza.